# Grüna (Lößnitz)
Grüna is een plaats in de Duitse gemeente Lößnitz, deelstaat Saksen, en telt 105 inwoners.